# Roman Kutuzov
Roman Vladimirovič Kutuzov (rusky Роман Владимирович Кутузов; 16. února 1969, Vladimir, Sovětský svaz – 5. června 2022, Mykolajivka, Ukrajina) byl ruský generálporučík, který padl během ruské invaze na Ukrajinu v roce 2022.

## Život
Když byl Kutuzov plukovníkem, velel 38. samostatnému spojovacímu pluku ruských výsadkových sil (vojenský útvar 54164).
V roce 2017 byl Kutuzov úřadujícím velitelem 5. vševojskové armády. V roce 2019 byl dočasným velitelem 29. vševojskové armády. V roce 2020 byl náčelníkem štábu 29. vševojskové armády.
Kutuzov padl 5. června 2022 ve vesnici Mykolajivka během bitvy o Lysyčansk na Ukrajině, když velel 1. armádnímu sboru Doněcké lidové republiky. Zprávy o jeho smrti pocházely z ruských kanálů Telegram a později byly potvrzeny ruskými státními médii.

## Pocty
S vojenskými poctami spočinul 7. června v Panteonu obránců vlasti v Mytišči. Posmrtně byl povýšen na generálporučíka. Utajeným výnosem prezidenta RF obdržel titul Hrdiny Ruské federace. Na počest padlého absolventa byla pojmenována vladimirská střední všeobecně vzdělávací škola č. 9. Na budově školy byla 1. září 2022 odhalena pamětní deska. Ulice Pařížské komuny ve Vladimiru nově nese jméno Hrdiny Ruska Kutuzova (Героя России Кутузова).